# Лирица
Лирица (лиерица, хорв. lirica, lijerica, уменьш. от «лира») — сербско-хорватский смычковый музыкальный инструмент, популярный в Далмации, а также на юге Боснии и Герцеговины. Типологически схож с болгарской гадулкой, гагаузским каушем, критской лирой, болгарской, сербской и македонской кемене (чемене, чемане, макед. ќемане, серб. ćemane, ћемане), понтийской лирой и распространёнными у большинства южных славян гусле.

## История
Прообразом для лирицы послужила, по всей вероятности, византийская лира, предок многих европейских смычковых инструментов. Также некоторые музыковеды отмечают сильную схожесть с критской лирой. В XI—XII веках в европейских источниках названия фидель (фиддл) и лира используются, как взаимозаменяемые, когда речь идет о смычковых инструментах.
На протяжении последующих столетий в Европе продолжали существовать два типа смычковых инструментов, различающихся по форме. Относительно квадратная, стала известна, как лира да браччо; другой, с покатыми плечами и удерживаемый между коленями, — лира да гамба. В эпоху Возрождения гамбы были элегантными инструментами, популярными у знати. Но, в конце концов, они уступили более громкому (и первоначально менее аристократичному) семейству лира да браччо.
Сегодня лирица используется для исполнения традиционных мотивов и народной музыки. Например, парный танец линджо (хорв. linđo), распространенный вдоль побережья Хорватии и на близлежащих островах Адриатического моря, выполняется под музыку лирицы, танцоры во время исполнения двигаются вокруг музыканта. За это инструмент получил прозвище «Адриатическая лира».
В конце XX века лирицу популяризовал музыкант Мате Булич, исполняющий для широкой аудитории поп-музыку, основанную на хорватской народной музыке. В 2014 году почта Хорватии выпустила марку номиналом 3,10 куны, с изображением лирицы.

## Конструкция и игра
Трёхструнный грушевидный деревянный музыкальный инструмент. Звуки извлекаются при помощи смычка (традиционное название хорв. luk). Музыкант играет на инструменте сидя, установив его на левом колене. Одновременно исполнитель отбивает нужный ритм для танцоров правой ногой. Иногда исполнитель (лиричар или лиеричар, хорв. liričar, lijeričar) поёт под свой аккомпанемент.